# Ctenocolum
Ctenocolum is een geslacht van kevers uit de familie bladkevers (Chrysomelidae). De wetenschappelijke naam van de soort werd in 1974 gepubliceerd door Kingsolver & Whitehead. De typesoort van het geslacht is Pachymerus tuberculatum Motschulsky, 1874.

## Soorten
De volgende soorten zijn bij het geslacht ingedeeld:
- Ctenocolum acapulcensis Kingsolver & Whitehead, 1974[1]
- Ctenocolum aquilus Albuquerque & Ribeiro-Costa, 2014[2]
- Ctenocolum biolleyi Kingsolver & Whitehead, 1974[1]
- Ctenocolum colburni Kingsolver & Whitehead, 1974[1]
- Ctenocolum janzeni Kingsolver & Whitehead, 1974[1]
- Ctenocolum martiale Kingsolver & Whitehead, 1974[1]
- Ctenocolum milelo Albuquerque & Ribeiro-Costa, 2014[2]
- Ctenocolum podagricus (Fabricius, 1801)[3]
- Ctenocolum punctinotatus Albuquerque & Ribeiro-Costa, 2014[2]
- Ctenocolum pygospilotos Albuquerque & Ribeiro-Costa, 2014[2]
- Ctenocolum salvini (Sharp, 1885)[4]
- Ctenocolum triangulatus Albuquerque & Ribeiro-Costa, 2014[2]
- Ctenocolum tuberculatus (Motschulsky, 1874)[5]